# Plus Loin Music
Plus Loin Music est un label français indépendant, spécialisé dans le jazz.

## Organisation
Plus loin Music est créé à Rennes en janvier 2007 par Joël Perrot, Sylvain Le Pennec et Yann Martin, également cofondateur en 2001 du label Nocturne. En décembre 2008, la société rachète les droits du catalogue jazz de Nocturne, qui dépose le bilan et cesse son activité début 2009.
Yann Martin définit Plus Loin comme un label généraliste investi dans des projets d’artistes, et défend à leur égard une politique de soutien.
Plus Loin Music a construit son image en partie grâce à de jeunes artistes. En 2010, le label souhaitant se diversifier dans la production de concerts crée à Rennes le festival Jazz à l'Étage. Puis il développe l’activité d'agence de concerts pour les artistes du catalogue avec Plus Loin Booking, dirigée par Tim Weigel.
En 2008, le catalogue Plus Loin est distribué par Harmonia Mundi. En 2012, il fusionne avec Abeille Musique qui en assure désormais la distribution .
Ce label indépendant a disparu au début l'année 2013.

## Artistes
- Mina Agossi
- Dee Alexander
- Sophie Alour
- Patrick Artero
- Michel Benita
- Pierre de Bethmann
- Emmanuel Bex
- Andy Bey
- Avishaï Cohen
- Médéric Collignon
- Christophe Dal Sasso
- Riccardo Del Fra
- Peter Delano
- Stefano Di Battista
- Anne Ducros
- Julien Duthu
- David El Malek
- Christian Escoudé
- Kellylee Evans
- Eddie Gómez
- Tigran Hamasyan
- Barry Harris
- Antoine Hervé
- Olivier Hutman
- Élisabeth Kontomanou
- La Velle
- Éric Le Lann
- Étienne Mbappé
- Moutin Réunion Quartet
- Nano
- Leïla Olivesi
- Pierrick Pédron
- Manuel Rocheman
- Thomas Savy
- François Thuillier
- Laurent de Wilde